# Døde i 1980
Døde i 1980  er en liste over notable personer, der er afgået ved døden i 1980 . 

## Januar
| - Lucien Buysse - Tryggve Gran - Christian Møller - Cecil Beaton - Ernst Ocwirk |

- 1. januar - Robert Larsen, dansk tv-medarbejder (født 1902).
- 3. januar - Lucien Buysse, belgisk cykelrytter (født 1892).
- 4. januar - Axel Henry Hansen, norsk gymnast (født 1887).
- 8. januar - Tryggve Gran, norsk pilot, polarforsker og forfatter (født 1888).
- 11. januar - Barbara Pym, britisk forfatter (født 1913).
- 12. januar - Federico de Freitas, portugisisk komponist og dirigent (født 1902).
- 14. januar - Christian Møller, dansk fysiker (født 1904).
- 15. januar - Alan Breeze, engelsk sanger (født 1909).
- 17. januar - Maria Quisling, sovjetisk født norsk ministerpræsidentfrue (født 1900).
- 18. januar - Cecil Beaton, engelske fotograf samt scene- og kostumedesigner (født 1904).
- 23. januar - Ernst Ocwirk, østrigsk fodboldspiller og -træner (født 1926).
- 27. januar - Helga Pedersen, dansk minister og højesteretsdommer (født 1911).
- 28. januar - Jimmy Crawford, amerikansk jazztrommeslager (født 1910).

## Februar
| - Signe Danning - Marian Rejewski - Alice Roosevelt Longworth |

- 1. februar - Gastone Nencini, italiensk cykelrytter (født 1930).
- 2. februar - Johannes Nicolaisen, dansk etnograf og professor (født 1921).
- 2. februar - William Howard Stein, amerikansk biokemiker og nobelprismodtager (født 1911).
- 3. februar - Harald Isenstein, tysk/dansk billedhugger (født 1898).
- 5. februar - Peter Koch, dansk arkitekt (født 1905).
- 7. februar - Eigil Hartvig Rasmussen, dansk arkitekt (født 1905).
- 10. februar - Signe Danning, norsk skuespiller (født 1878).
- 13. februar - Marian Rejewski, polsk matematiker og kryptolog (født 1905).
- 15. februar - Albin Dahl, svensk fodboldspiller og -træner (født 1900).
- 16. februar - Niels Matthiasen, dansk minister (født 1924).
- 19. februar - Robert Morrison, engelsk roer (født 1902).
- 19. februar - Bon Scott, forsanger i AC/DC (født 1946).
- 20. februar - Alice Roosevelt Longworth, amerikansk skribent (født 1884).
- 22. februar - Oskar Kokoschka, østrigsk kunstmaler og digter (født 1886).
- 25. februar - Louis Edwards, engelsk forretningsmand (født 1914).

## Marts
| - Manlio Brosio - Daisy Earles - Erich Fromm - Tamara de Lempicka - Tôn Đức Thắng - Jesse Owens |

- 1. marts - Dixie Dean, engelsk fodboldspiller (født 1907).
- 2. marts - Thorvald Dreyer, dansk arkitekt (født 1895).
- 4. marts - Alfred Plé, fransk roer (født 1888).
- 5. marts - Winifred Wagner, engelsk-født tysk skribent (født 1897).
- 6. marts - Jákup Frederik Øregaard, færøsk købmand og politiker (født 1906).
- 14. marts - Carla Christine Nielsine Andersen-Jensen, dansk kvinde der overlevede Titanic-forliset i 1912 (født 1893).
- 14. marts - Manlio Brosio, italiensk diplomat, politiker og generalsekretær for Nato (født 1897).
- 15. marts - Daisy Earles, tysk-amerikansk entertainer og skuespiller (født 1907).
- 17. marts - Rudolf Escher, hollandsk komponist (født 1912).
- 18. marts - Erich Fromm, tysk socialpsykolog, psykoanalytiker, og filosof (født 1900).
- 18. marts - Tamara de Lempicka, polsk maler (født 1898).
- 25. marts - Roland Barthes, fransk sprogforsker (født 1915).
- 25. marts - Milton H. Erickson, amerikansk psykiater (født 1901).
- 25. marts - William Knoblauch, dansk skuespiller (født 1892).
- 29. marts - Vicente López Carril, spansk cykelrytter (født 1942).
- 29. marts - Einar Nilsen Skar, norsk bokser (født 1901).
- 30. marts - Henry Poulaille, fransk forfatter (født 1896).
- 30. marts - Tôn Đức Thắng, vietnamesisk præsident (født 1888).
- 31. marts - Jesse Owens, amerikansk atlet (født 1913).

## April
| - Kay Medford - Sonja Wigert - Jean-Paul Sartre - Alf Sjöberg - Alfred Hitchcock |

- 5. april - Georges Piot, fransk roer (født 1896).
- 6. april - Kai Wilton, dansk teaterdirektør og instruktør (født 1916).
- 10. april - Kay Medford, amerikansk skuespiller (født 1919).
- 11. april - Edvard Thomsen, dansk arkitekt (født 1884).
- 12. april - Sonja Wigert, norsk-svensk skuespillerinde og spion (født 1913).
- 13. april - Karl Stegger, dansk skuespiller (født 1913).
- 14. april - Mulli B. Grøn, dansk direktør (født 1899).
- 14. april - Gianni Rodari, italiensk forfatter (født 1920).
- 15. april - Jean-Paul Sartre, fransk filosof og forfatter (født 1905).
- 16. april - Carl Oluf Gjerløv-Knudsen, dansk arkitekt (født 1892).
- 17. april - Elin Høgsbro Appel, dansk lektor og politiker (født 1913).
- 17. april - Alf Sjöberg, svensk filminstruktør (født 1903).
- 18. april - Stig Guldberg, dansk officer og grundlægger af genoptræningslejrer (født 1916).
- 18. april - Poul Kjærholm, dansk arkitekt og designer (født 1929).
- 18. april - Volmer Rosenkilde, dansk antikvar og forlagsboghandler (født 1908).
- 20. april - Hilde Konetzni, østrigsk kammersanger, sopran og professor (født 1905).
- 20. april - Helmut Käutner, tysk filminstrutør og skuespiller (født 1908).
- 21. april - Omar Sahnoun, fransk fodboldspiller (født 1955).
- 25. april - Alejo Carpentier, cubansk forfatter (født 1904).
- 27. april - Mario Bava, italiensk filmfotograf og -instruktør (født 1914).
- 29. april - Alfred Hitchcock, engelsk filminstruktør (født 1899).

## Maj
| - Josip Broz Tito - E.J.C. Qvistgaard - Hugh Griffith - Erling Brene - Ragnar Gustavsson |

- 2. maj - Ragnvald Thunestvedt, dansk atlet (født 1926).
- 4. maj - Josip Broz Tito, jugoslavisk præsident (født 1892).
- 5. maj - Aage Marius Hansen, dansk gymnast (født 1890).
- 5. maj - Palle Raunkjær, dansk forlagsdirektør (født 1886).
- 8. maj - Erhard Jørgen Carl Qvistgaard, dansk admiral og forsvarschef (født 1898).
- 10. maj - Arnold Vilhelm Olsen, dansk manuskriptforfatter (født 1889).
- 14. maj - Hugh Griffith, walisisk teater- og filmskuespiller (født 1912).
- 14. maj - Karl Laurids Aastrup, dansk domprovst og salmedigter (født 1899).
- 15. maj - Jóhann Hafstein, islandsk jurist og statsminister (født 1915).
- 17. maj - Erling Brene, dansk komponist (født 1896).
- 18. maj - Ian Curtis, forsanger i post-punk bandet Joy Division (født 1956).
- 19. maj - Ragnar Gustavsson, svensk fodboldspiller (født 1907).
- 21. maj - Ida Kamińska, polsk skuespiller og instruktør (født 1899).
- 23. maj - Jens Enevoldsen, dansk skakspiller og forfatter (født 1907).
- 30. maj - Carl Radle, amerikansk musiker (født 1942).
- 31. maj - Ebba Meyer, dansk tennisspiller (født 1899).

## Juni
| - Henry Miller - Knud Thestrup - André Leducq - Bert Kaempfert - Varahagiri Venkata Giri |

- 1. juni - Knud Andersen, dansk forfatter (født 1890).
- 1. juni - Len Wickwar, britisk bokser (født 1911).
- 7. juni - Elizabeth Craig, skotsk journalist og kok (født 1883).
- 7. juni - Henry Miller, amerikansk forfatter (født 1891).
- 9. juni - Miguel Capuccini, uruguayansk fodboldspiller (født 1904).
- 9. juni - Harald Nielsen, dansk arkitekt (født 1886).
- 12. juni - Knud Thestrup, dansk justitsminister (født 1900).
- 13. juni - Holger Byrding, kgl. dansk kammersanger (født 1891).
- 13. juni - Ole Klindt-Jensen, dansk forfatter, arkæolog, museumsdirektør og professor (født 1918).
- 13. juni - Walter Rodney, guyanesisk historiker og politiker (født 1942).
- 18. juni - Terence Fisher, engelsk filminstruktør (født 1904).
- 18. juni - André Leducq, fransk cykelrytter (født 1904).
- 18. juni - Torben Anton Svendsen, dansk filminstruktør, cellist, skuespil- og operachef (født 1904).
- 19. juni - Karl Bjarnhof, dansk forfatter og journalist (født 1898).
- 19. juni - Henrik Hansen Laub, dansk tegner (født 1902).
- 20. juni - Allan Pettersson, svensk komponist og bratschist (født 1911).
- 21. juni - Bert Kaempfert, tysk orkesterleder og komponist (født 1923).
- 21. juni - Knud Raaschou-Nielsen, dansk forfatter og tegnelærer (født 1915).
- 24. juni - Varahagiri Venkata Giri, indisk præsident (født 1894).
- 24. juni - Johan Poulsen, færøsk politiker (født 1890).
- 25. juni - Bjarne Friis Baastad, norsk arkitekt (født 1886).
- 26. juni - Wriborg Jønson, dansk civilingeniør (født 1907).
- 27. juni - Børge Outze, dansk journalist, chefredaktør og forfatter (født 1912).
- 28. juni - Yoshirō Irino, japansk komponist (født 1921).

## Juli
| - Peter Sellers - Vladimir Vysotskij - Mohammad Reza Pahlavi |

- 1. juli - Charles Percy Snow, engelsk videnskabsmand og forfatter (født 1905).
- 1. juli - Tadao Takayama, japansk fodboldspiller (født 1904).
- 3. juli - Sven Sylvester Hvid, dansk forretningsmand (født 1894).
- 4. juli - Gregory Bateson, engelsk videnskabsmand (født 1904).
- 5. juli - Archibald James Potter, irsk komponist og lærer (født 1918).
- 7. juli - Dore Schary, amerikansk manuskriptforfatter, filminstruktør, og -producer (født 1905).
- 9. juli - Norris Graham, amerikansk roer (født 1906).
- 9. juli - Kirsten Søberg, dansk skuespiller (født 1929).
- 12. juli - Henny Krause, dansk skuespillerinde (født 1905).
- 13. juli - Seretse Khama, botswansk præsident (født 1921).
- 13. juli - Marie Wadskjær, dansk maler (født 1896).
- 15. juli - Ola Abrahamsson, norsk kunstmaler og forfatter (født 1883).
- 19. juli - Hans Morgenthau, tyskfødt amerikansk jurist og politolog (født 1904).
- 22. juli - Knud Blak Jensen, dansk fodboldspiller (født 1925).
- 24. juli - Peter Sellers, engelsk skuespiller (født 1925).
- 25. juli - Vladimir Vysotskij, russisk sanger, digter og skuespiller (født 1938).
- 27. juli - Mohammad Reza Pahlavi, iransk shah (født 1919).
- 27. juli - Sigurd Schultz, dansk kunsthistoriker og museumsdirektør (født 1894).
- 29. juli - Jan Tausinger, rumænsk-tjekkisk komponist, dirigent og rektor (født 1921).

## August
| - David Mercer - Ibi Trier Mørch - Agha Muhammad Yahya Khan - Otto Frank - Gabriel González Videla |

- 1. august - Frode Sørensen, dansk cykelrytter (født 1912).
- 4. august - Duke Pearson, amerikansk pianist, komponist og producent (født 1932).
- 5. august - Pietro Genovesi, italiensk fodboldspiller (født 1902).
- 5. august - Knud Millech, dansk arkitekturhistoriker (født 1890).
- 8. august - David Mercer, britisk skuespilforfatter og dramatiker (født 1928).
- 8. august - Ibi Trier Mørch, dansk arkitekt og kunsthåndværker (født 1910).
- 10. august - Agha Muhammad Yahya Khan, pakistansk officer og præsident (født 1917).
- 10. august - Freddy Koch, dansk skuespiller (født 1916).
- 13. august - Otto Mønsted Acthon, dansk rytter (født 1917).
- 15. august - Aage Bertelsen, dansk rektor, forfatter og politiker (født 1901).
- 17. august - Henry Stjernqvist, dansk embedsmand og politiker (født 1899).
- 18. august - Harold Kitching, britisk roer (født 1885).
- 19. august - Otto Frank, far til Anne Frank (født 1889).
- 22. august - Gabriel González Videla, chilensk præsident (født 1898).
- 23. august - Gerhard Hanappi, østrigsk fodboldspiller (født 1929).
- 26. august - Tex Avery, amerikansk tegneserietegner (født 1908).
- 26. august - Miliza Korjus, polsk-estlandsk skuespiller og operasanger (født 1909).
- 27. august - Carl von Haartman, finsk skuespiller og instruktør (født 1897).

## September
| - Barbara O'Neil - Dirch Passer - José de Anchieta Fontana - Lewis Milestone |

- 1. september - Asger Andersen, dansk maler og billedhugger (født 1908).
- 3. september - Barbara O'Neil, amerikansk skuespiller (født 1910).
- 3. september - Dirch Passer, dansk skuespiller (født 1926).
- 5. september - Johan Hannemann, dansk civilingeniør (født 1907).
- 5. september - Don Banks, australsk komponist (født 1923).
- 8. september - Maurice Genevoix, fransk forfatter (født 1890).
- 8. september - Willard Frank Libby, amerikansk kemiker og nobelprismodtager (født 1908).
- 9. september - José de Anchieta Fontana, brasiliansk fodboldspiller (født 1940).
- 12. september - Hans Trier Hansen, dansk gymnast (født 1893).
- 15. september - Bill Evans, amerikansk jazzpianist (født 1929).
- 16. september - Jean Piaget, schweizisk psykolog (født 1896).
- 16. september - Alf Toftager, dansk borgmester og modstandsmand (født 1911).
- 17. september - Anastasio Somoza Debayle, nicaraguansk præsident (født 1925).
- 20. september - Jens Bing, dansk direktør, dr.med. (født 1906).
- 20. september - Josias Braun-Blanquet, schweizisk botaniker (født 1884).
- 22. september - Anders Hostrup-Pedersen, dansk erhvervsleder (født 1902).
- 25. september - John Bonham, engelsk trommeslager i Led Zeppelin (født 1948).
- 25. september - Frederik Victor Knuth, dansk greve og officer (født 1895).
- 25. september - Lewis Milestone, amerikansk filminstruktør (født 1895).
- 26. september - Prinsesse Anne, dansk prinsesse (født 1917).
- 30. september - Peter af Slesvig-Holsten-Sønderborg-Glücksborg, tysk hertug (født 1922).

## Oktober
| - Gustav Wagner - Philipp af Hessen - Marcello Caetano - John H. van Vleck - Gerhard von Schwerin |

- 3. oktober - Gustav Wagner, østrigsk SS-officer (født 1911).
- 6. oktober - Jean Robic, fransk cykelrytter (født 1921).
- 6. oktober - Shigemaru Takenokoshi, japansk fodboldspiller (født 1906).
- 7. oktober - Zigmas Jukna, litauisk roer (født 1935).
- 10. oktober - Johan Simonsen, færøsk fisker og politiker (født 1917).
- 12. oktober - Alberto Demicheli, uruguayanske advokat og præsident (født 1896).
- 15. oktober - Prins Peter af Grækenland, græsk-dansk prins (født 1908).
- 16. oktober - Willy Schäfer, schweizisk håndboldspiller (født 1913).
- 17. oktober - Hans Hovgaard Jakobsen, dansk gymnast (født 1895).
- 20. oktober - Stefán Jóhann Stefánsson, islandsk statsminister (født 1894).
- 21. oktober - Hans Asperger, østrigsk børnelæge (født 1906).
- 22. oktober - Sammy Angott, amerikansk bokser (født 1915).
- 22. oktober - Johannes Krogh, dansk præst og missionær (født 1919).
- 23. oktober - Harriet Daugaard, dansk seksualvejledningsforkæmper (født 1887).
- 25. oktober - Philipp af Hessen, tysk prins og nationalsocialistisk politiker (født 1896).
- 26. oktober - Marcello Caetano, portugisisk premierminister (født 1906).
- 27. oktober - Steve Peregrin Took, britisk musiker (født 1949).
- 27. oktober - John H. van Vleck, amerikansk fysiker, matematiker og nobelprismodtager (født 1899).
- 29. oktober - Gerhard von Schwerin, tysk general (født 1899).

## November
| - Steve McQueen - Mae West - Rachel Roberts - Sarah Y. Mason |

- 2. november - Helge Nielsen, dansk maler og billedkunstner (født 1893).
- 4. november - Charles Borah, amerikansk atlet (født 1906).
- 7. november - Steve McQueen, amerikansk skuespiller (født 1930).
- 8. november - Sherm Clark, amerikansk roer (født 1899).
- 12. november - Alexander Voormolen, hollandsk komponist (født 1895).
- 14. november - Johannes Andersen, dansk hornist og komponist (født 1890).
- 15. november - Bill Lee, amerikansk sanger og stemmeskuespiller (født 1916).
- 16. november - Paul Holt, dansk seminarieforstander og politiker (født 1900).
- 22. november - Mae West, amerikansk skuespiller (født 1893).
- 24. november - George Raft, amerikansk skuespiller (født 1901).
- 26. november - Conrad Nervig amerikansk filmklipper (født 1889).
- 26. november - Eggert Adam Knuth, dansk greve og diplomat (født 1901).
- 26. november - Rachel Roberts, walisisk skuespiller (født 1927).
- 28. november - Sarah Y. Mason, amerikansk manuskriptforfatter (født 1896).

## December
| - Gustav Weinreich - John Lennon - Viktoria Luise af Preussen - Aleksej Kosygin - Marshall McLuhan |

- 1. december - Tom Mason, amerikansk filmproducer og skuespiller (født 1920).
- 2. december - Romain Gary, litauisk-født forfatter (født 1914).
- 2. december - Ole Bjørn Kraft, dansk minister (født 1893).
- 3. december - Oswald Mosley, britisk politiker (født 1896).
- 4. december - Francisco de Sá Carneiro, portugisisk premierminister (født 1934).
- 4. december - Arne Skjold Rasmussen, dansk pianist, musikpædagog og professor (født 1921).
- 4. december - Snu Seidenfaden, dansk forlægger (født 1940).
- 6. december - Gustav Weinreich, dansk billedskærer, møbelsnedker og -fabrikant (født 1886).
- 7. december - Gerard Bucknall, britisk generalløjtnant (født 1894).
- 8. december - Inger Christrup, dansk komponist og pianist (født 1912).
- 8. december - John Lennon, engelsk musiker (født 1940).
- 11. december - Sonia Brownell, engelske forfatter (født 1918).
- 11. december - Viktoria Luise af Preussen, tysk datter af kejser Wilhelm 2. (født 1892).
- 13. december - Eiler Forchhammer, dansk overlærer, skoleforstander og forfatter (født 1890).
- 13. december - Svend Olsen, dansk vægtløfter (født 1908).
- 14. december - Norman Taylor, canadisk roer (født 1899).
- 18. december - Aleksej Kosygin, sovjetisk statsleder (født 1904).
- 20. december - Nils Nilsson, svensk-dansk forfatter (født 1897).
- 21. december - Johan Pauli Henriksen, færøsk politiker (født 1902).
- 24. december - Karl Dönitz, tysk storadmiral og statsmand (født 1891).
- 24. december - Harry Jensen, dansk komponist, pianist og kapelmester (født 1911).
- 26. december - Richard Chase, amerikansk seriemorder (født 1950).
- 26. december - Svend Jørgensen, dansk søofficer og kammerherre (født 1905).
- 27. december - Knud Axel Sørensen, dansk arkitekt (født 1902).
- 29. december - Augusta Thejll Clemmensen, dansk maler (født 1884).
- 29. december - Nadezjda Mandelsjtam, russisk digter (født 1899).
- 29. december - Johannes Wulff, dansk digter (født 1902).
- 31. december - Marshall McLuhan, canadisk professor og forfatter (født 1911).

## Ukendt døds-dato
| - Svend Aage Sørensen |

- Muriel Freeman, britisk fægter (født 1897).
- Alfred Jochim, amerikansk gymnast (født 1902).
- Sigurd Otto Maglegaard Olsen, dansk biolog (født 1908).
- Hans Olsen Müller, dansk nazist under 2. verdenskrig (født 1911).
- Joseph Brahim Seïd, tchadisk justitsminister og forfatter (født 1927).
- Svend Aage Sørensen, dansk motorcykelkører (født 1903).